# Mezwed

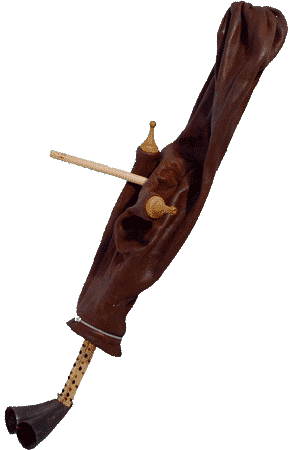
Mezwed

Mezwed (arabisch مِزْود, DMG mizwad), auch mizwad, mizwed, mizwid, französische Umschrift mezoued ist eine Sackpfeife mit einer Doppelpfeife und Aufschlagzungen, die in Tunesien, im Südosten Algeriens und in Libyen vorkommt. Das Instrument stammt von den Beduinen und verbreitete sich zunächst in den Lagerplätzen der Viehnomaden, dann in den Städten.
Der Name mezwed bedeutet wörtlich „Proviantbeutel“ und bezeichnet den Luftsack. Die beiden parallel verbundenen Pfeifen ohne Luftsack bilden die Hornpfeife magruna (auch magrouna, arabisch مقرونة, DMG maqrūna ‚gedoppelt‘). Ähnliche Einfachrohrblattinstrumente mit doppeltem Schallrohr kommen in vielen arabischen Ländern vor, etwa als midschwiz oder zummara.
Außerdem steht mezwed für eine Form traditioneller tunesischer Musik, deren Stil dem ägyptischen Baladi-Tanzstil ähnelt.

## Bauform
Die magruna wird von zwei gleichartigen Melodiepfeifen aus Rohr (kaffa) gebildet, die jeweils ein aus dem Rohr ausgeschnittenes (ideoglottes) Rohrblatt und fünf bis sechs Grifflöcher haben. Die Rohre sind mit Brandlinien verziert und tragen zwei Kuh- oder Gazellenhörner als Schalltrichter.
Diese doppelte Spielpfeife wird an einem Luftsack befestigt, der 64 cm lang ist, und chekoua oder dhorf genannt wird. Er wird aus Ziegen- oder Schafhaut hergestellt und speichert die Luft, die durch ein enges Anblasrohr hineingeblasen wird. An der Stelle der Pfoten sind Schmuckenden aus Holz aufgesetzt.
Verwandte Dudelsäcke, die Doppelpfeife mit Einfachrohrblättern, aber keine Bordunpfeife besitzen, sind unter anderem tulum in der Türkei, tsambouna, auf griechischen Inseln, żaqq auf Malta, diple, in Kroatien und boha im Südwesten von Frankreich.

## Spielweise
Der aufgeblasene Luftsack ermöglicht einen ununterbrochenen, durchdringenden Klang. Der Spieler presst den Schlauch unter die Achsel und drückt ihn mit dem Arm zusammen, um die Rohrblätter in Schwingung zu versetzen. Wenn die Magruna direkt mit dem Mund angeblasen wird, muss Zirkularatmung verwendet werden. Der Spieler kann Tonhöhe und Tonart durch unterschiedlichen Luftdruck verändern.
Meistens wird der mezwed von der Rahmentrommel bendir, der Zylindertrommel tabl oder der Bechertrommel darbouka begleitet.

## Populäre Musik
Der mezwed wurde von den Trägern der offiziellen Kultur lange ignoriert, die den Formen der klassischen arabischen Musik gegenüber der populären Musik den Vorzug gaben. Der mezwed wird oft von einem Sänger begleitet, der im tunesischen Dialekt singt und nicht Hocharabisch wie in der klassischen Musik. Oft tritt auch ein Männer- oder Frauenchor hinzu.
Er verbreitete sich in der städtischen Kultur in den benachteiligten und durch die Landflucht entwurzelten Vierteln. Er kann als Ausdruck für die schlechten Lebensbedingungen und als Ablehnung der herrschenden Kultur betrachtet werden. Er verstößt gegen die Normen des Anstands, verwendet Umgangssprache und behandelt provokative oder anzügliche Themen. Die schärfsten Kritiker stellen den Mezwed in eine Reihe mit dem zendali, dem als Gesang der Häftlinge im Strafvollzug.
Obwohl der mezwed in den Medien (Fernsehen und Radio) praktisch nicht vorkommt, hat er sich durch Musikkassetten verbreitet, die ihn bei einem großen Publikum bekannt machten. Außerdem wird er bei Festen gespielt und steht für die Kultur der breiten Bevölkerung gegenüber einem elitären Kulturverständnis.
Zu Beginn der 1990er Jahre wertete das Musical Ennouba, inszeniert von Fadhel Jaziri und Samir Aghrebi, den Mezwed auf und verschaffte ihm einen Platz im musikalischen Erbe Tunesiens. Gleichzeitig wurde er auch immer stärker in der Repertoire der großen Sänger wie Hédi Jouini aufgenommen. Schließlich fand er, als spezifisch tunesische Musikform, einen festen Platz im städtischen Umfeld.

## Musiker (Auswahl)
- Belgacem Bouguenna
- Fatma Boussaha
- Hedi Habbouba
- Ouled Jouini
- Fathi Weld Fajra